# Euryischia indica
Euryischia indica is een vliesvleugelig insect uit de familie Aphelinidae. De wetenschappelijke naam is voor het eerst geldig gepubliceerd in 1953 door Mani & Kurian.